# Drepanosticta pistor
Drepanosticta pistor – gatunek ważki z rodziny Platystictidae. Występuje endemicznie na Filipinach.